# Stanisław Kierbedź

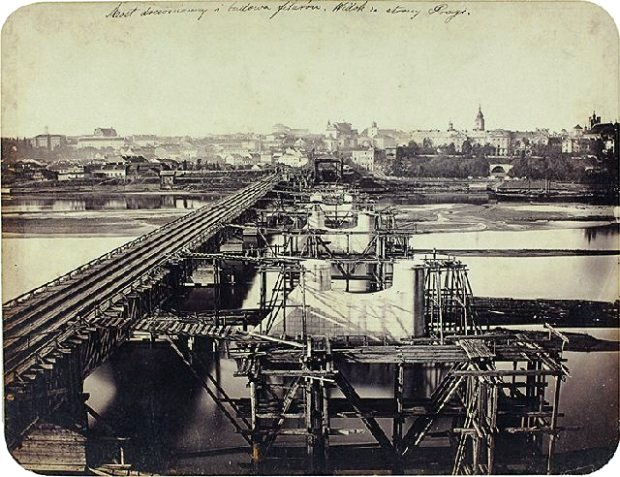
Warszawa, budowa mostu Kierbedzia, 1862

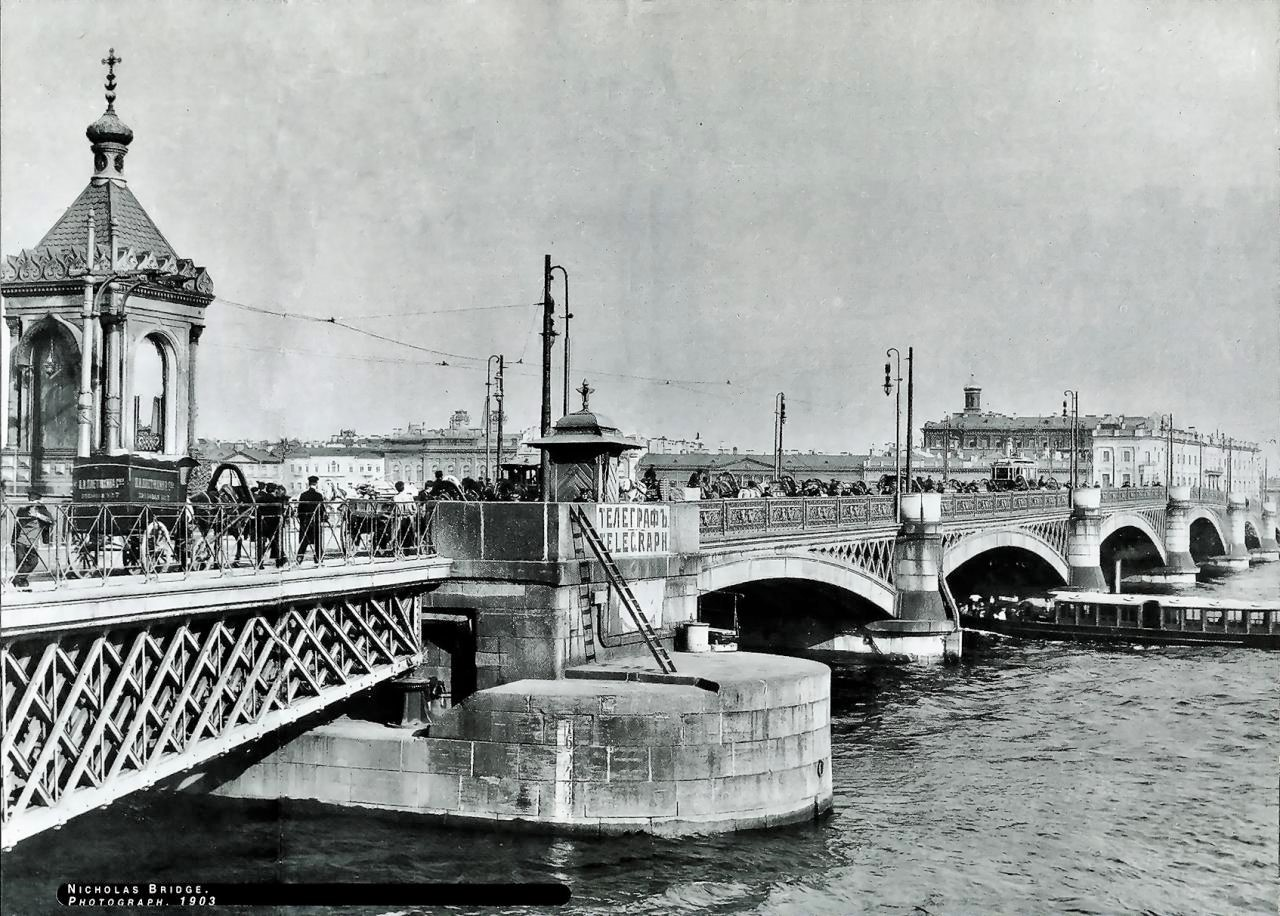
Most na Newie siedmioprzęsłowy z żelaza lanego (stan w 1903)

Stanisław Kierbedź herbu Ślepowron (ros. Станислав Валерианович Кербедз; ur. 10 marca 1810 w Nowym Dworze, zm. 19 kwietnia 1899 w Warszawie) – polski inżynier, generał major armii rosyjskiej, członek Rady Stanu Królestwa Polskiego, rzeczywisty radca tajny; pionier budowy żelaznych mostów kratownicowych.

## Życiorys

### Działalność dydaktyczna
Urodził się w rodzinie ziemiańskiej. Był uczniem pijarów w Poniewieżu, w 1826 ukończył gimnazjum klasyczne w Kownie. Następnie w latach 1826–1828 studiował matematykę i fizykę na Cesarskim Uniwersytecie Wileńskim. Po uzyskaniu dyplomu wyjechał do Petersburga i w 1831 ukończył celująco z drugą lokatą Instytut Korpusu Inżynierów Komunikacji. Od tego roku pracował w Instytucie początkowo jako repetytor, a w latach 1837–1849 jako zastępcaprofesora wykładał budownictwo i mechanikę praktyczną. Był również wykładowcą tych przedmiotów w innych uczelniach petersburskich, m.in. od 1834 roku na kursach oficerskich Głównej Szkoły Inżynieryjnej. W okresie od czerwca 1837 do września 1838 przebywał, wraz z profesorem D. Mielnikowem, w podróży po europejskich uczelniach. Był w Niemczech, Austrii, Szwajcarii, Francji (kurs w Paryżu na Ecole des Ponts et Chaussèes), Anglii (zajęcia w British Association for the Advancement of Science w Newcastle), Belgii i Holandii. Po powrocie kontynuował swą działalność wykładowcy od 1838 w Instytucie Górniczym, w Szkole Głównej Inżynierów Polowych i w Szkole Korpusu Morskiego. W latach 1841–1843 wykładał mechanikę ogólną na Uniwersytecie w Petersburgu. W związku z coraz większym zaangażowaniem w praktyczne wykorzystanie swej wiedzy, zakończył działalność dydaktyczną w 1849 roku.

### Działalność budowlana
Pod jego kierownictwem zbudowano katolicki kościół św. Stanisława w Petersburgu. Kierbedź pracował także w tym czasie jako zastępca profesora Mielnikowa, dyrektora Kolei Mikołajewskiej.
W 1842 wystąpił z pomysłem zbudowania mostu żelaznego na Newie. Przedsięwzięcie było ryzykowne ze względu na warunki budowy: głęboka na 12 metrów rzeka, silny prąd, kra w zimie, cofanie wód morskich, a także konieczność pozostawienia drożności rzeki dla potrzeb komunikacyjnych. W tamtym czasie specjaliści powątpiewali, czy jest możliwe zbudowanie jakiegokolwiek mostu przez tę kapryśną rzekę. Decyzja o budowie i powierzeniu jej Stanisławowi Kierbedziowi została podjęta bezpośrednio przez cara Mikołaja I. Budowa trwała 8 lat. Petersburg zyskał most o długości 342 metrów i szerokości 20 metrów, z lanego żelaza o siedmiu przęsłach stałych i jednym zwodzonym. Otrzymał nazwę: Most Błagowieszczański (potem przemianowano na Mikołajewski). W dniu otwarcia mostu (18 listopada 1850) car udekorował inżyniera Kierbedzia specjalnie wybitym medalem i mianował generałem-majorem. Sukces praktyczny przełożył się również na uznanie w środowisku naukowym – Stanisław Kierbedź został członkiem korespondentem w Petersburskiej Akademii Nauk (dział fizyki i matematyki), a z czasem, w roku 1858, członkiem honorowym.
W 1852 objął funkcję zastępcy dyrektora budowy Kolei Petersbursko-Warszawskiej i wyjechał za granicę w celu zapoznania się z nowymi technologiami i sposobami budowy mostów żelaznych, które zamierzano zbudować na trasie nowo budowanej linii. Odwiedził Anglię, Niemcy, Austrię i Belgię. Wkrótce też wykorzystał zdobytą wiedzę, budując na rzece Łudze w latach 1853–1857 pierwszy most kratowy o rozpiętości przęseł 55 metrów.
W latach 1856–1859 uczestniczył w budowie kolei żelaznej Petersburg – Peterhof z odnogą do Carskiego Sioła.
W 1859 rozpoczęto budowę stałego mostu żelaznego na Wiśle w Warszawie (budowa stałego mostu została uchwalona jeszcze przez Sejm Czteroletni). Stanisław Kierbedź został zastępcą do spraw technicznych naczelnika Zarządu Budowy Mostu Stałego generała-adiutanta hrabiego Pawła Kotzebue. Most został ukończony w 1864 i oficjalnie nadano mu nazwę „Most Aleksandryjski”, ale powszechnie był zwany Mostem Kierbedzia. Podczas budowy filary budowli posadowione były z zastosowaniem nowatorskiej na ówczesne czasy techniki kesonów.
W 1863 Kierbedź został odwołany do Petersburga na stanowisko członka Rady Ministerstwa Komunikacji, a 9 lat później został prezesem budowy portów w Kronsztadzie i Petersburgu.
W 1881 został mianowany na rzeczywistego tajnego radcę, co umożliwiło mu zastępowanie wielokrotnie ministra komunikacji (1886–1887). Sześćdziesięciolecie pracy (1889) zaowocowało honorowym członkostwem w:
- Instytucie Inżynierów Komunikacji w Petersburgu, który ufundował także trzy stypendia jego imienia
- Stowarzyszeniu Inżynierów Komunikacji, które ustanowiło również nagrodę imienia Stanisława Kierbedzia, nadawaną co 3 lata za najlepsze artykuły techniczne.

Stypendium imienia Kierbedzia ufundowane zostało także przez warszawski Instytut Politechniczny.
8 sierpnia 1891 Stanisław Kierbedź podał się do dymisji i zamieszkał na stałe w Warszawie.

### Ostatnie lata życia

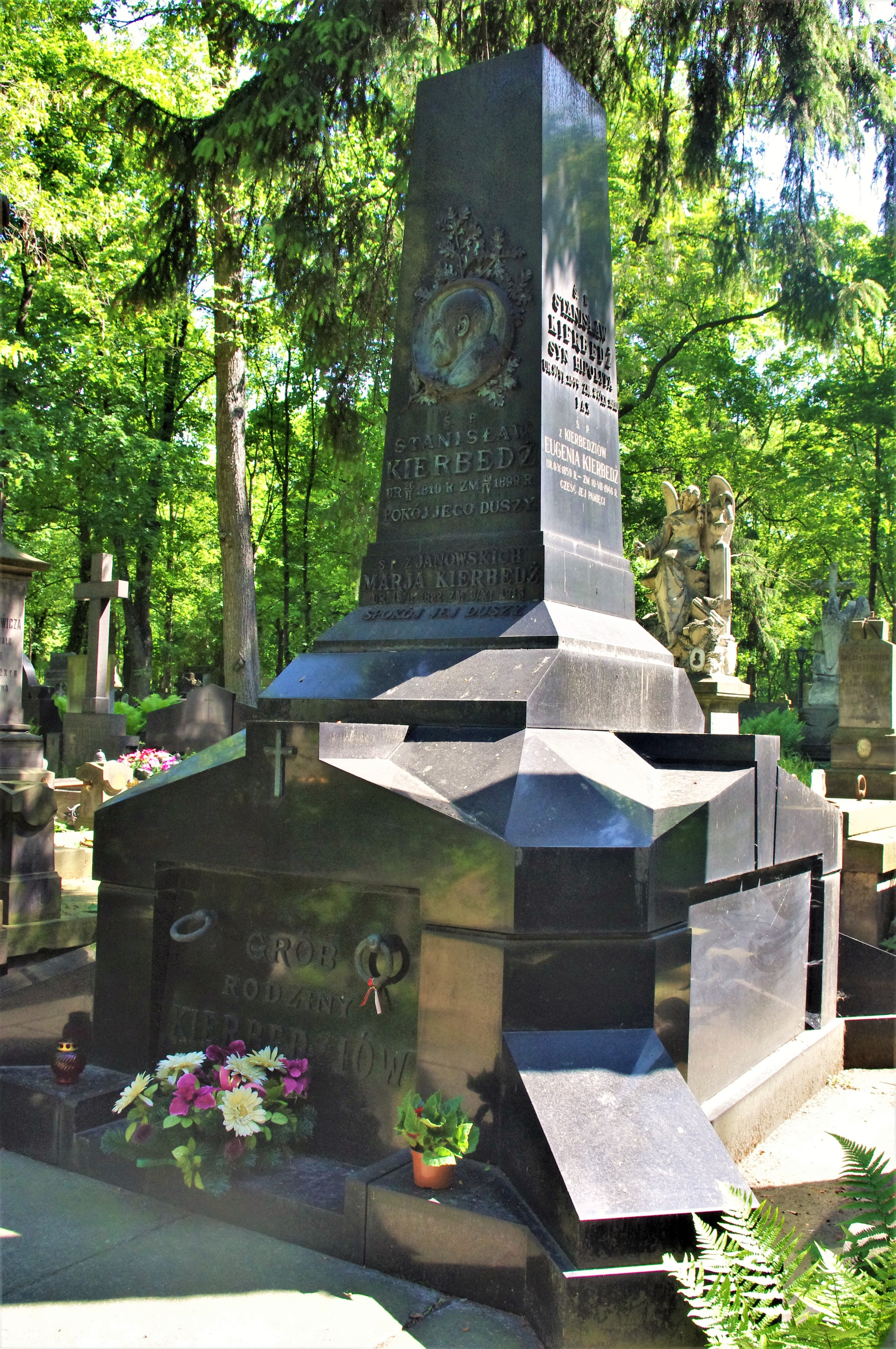
Grób inż. Stanisława Kierbedzia i filantropki Eugenii Kierbedź na Starych Powązkach w Warszawie

Mimo że Kierbedź osiągnął wysokie stanowiska, to nigdy nie zapomniał o swym pochodzeniu. Jego dom w Petersburgu był ośrodkiem Polonii, a w pracy zawodowej starał się otaczać współpracownikami pochodzenia polskiego. Po zakończeniu kariery zawodowej został prezesem warszawskiego Towarzystwa Homeopatycznego, któremu pozostawił swoją cenną bibliotekę. Księgozbiór techniczny jeszcze za życia podarował bibliotece Politechniki Lwowskiej. W 1891 roku przeszedł na emeryturę, osiedlił się w Polsce i, najprawdopodobniej wtedy, zakupił 143-hektarowy majątek Ołtarzew z dworem i zabudowaniami. Celem zakupu było ratowanie polskiego rzemiosła poprzez parcelację majątku i sprzedaż działek na dogodnych warunkach rzemieślnikom. W ten sposób miał powstać silny ośrodek rzemieślniczy w pobliżu Warszawy. Stanisław Kierbedź uzyskał od władz carskich potrzebne zgody, jednak wkrótce potem zmarł. Jego zamierzenia zostały zrealizowane przez Towarzystwo Miłośników Ołtarzewa.
Pogrzeb Stanisława Kierbedzia odbył się 24 kwietnia 1899 roku. Po nabożeństwie w kościele św. Krzyża został pochowany na cmentarzu Powązkowskim (kwatera M-5/6-18).

### Odznaczenia
Widoczne na zdjęciu:
- Order Orła Białego – 1871, Rosja[7]
- Order Świętej Anny I Klasy – 1859, Rosja[8]
- Order Świętej Anny I Klasy z Koroną – 1861, Rosja[8]
- Order Świętej Anny III Klasy – 1839, Rosja[8]
- Order Świętego Stanisława I Klasy – 1855, Rosja[8]
- Order Świętego Stanisława III Klasy – 1837, Rosja[8]
- Order Świętego Włodzimierza I Klasy – 1889, Rosja[8]
- Order Świętego Włodzimierza II Klasy – 1864, Rosja[8]
- Order Świętego Włodzimierza III Klasy – 1850, Rosja[8]
- Znak Honorowy za 25 lat służby – Rosja
- Order Orła Czerwonego II Klasy z Gwiazdą – Prusy[8]

## Życie prywatne
Urodził się w ziemiańskiej rodzinie w majątku Nowy Dwór na Żmudzi, w guberni kowieńskiej, w powiecie poniewieskim, syn Waleriana i jego drugiej żony Wiktorii z Eydrygiewiczów. Miał brata Hipolita (1817–1858), chorego na gruźlicę, któremu kupił posiadłość we Włoszech (Senigallia koło Ankony). Jego bratankiem był Stanisław Kierbedź, również inżynier. Był żonaty dwukrotnie, z Pauliną Montrymowicz i z Marią Janowską, z którą miał czterech synów – Mikołaja (1852–1872), Michała (1854–1932), Waleriana (1856–1857) i Stanisława (1866–1867), oraz dwie córki: Eugenię (1859–1946) i Zofię (1871–1963), żonę prof. Lubomira Dymszy.

## Upamiętnienie
- Tablica pamiątkowa wmurowana w 1983 na ścianie pod wiaduktem Trasy W-Z[10].